# Corball de fang
|  | No s'ha de confondre amb Corball de roca. |

El corball de fang, el corball o el reig ratllat (Umbrina canariensis) és una espècie de peix marí de la família dels esciènids i de l'ordre dels perciformes. És inofensiu per als humans.
Els adults poden assolir fins a 50 cm de longitud total. És un peix teleosti de cos robust, amb barbes petites a la mandíbula, cos recobert totalment d'escates i línia lateral que arriba a la fi de l'aleta caudal. Presenta una aleta dorsal, dividida en dues, amb els primers radis endurits, característica que també es dona en els dos primers radis de l'anal. La part tova de la dorsal presenta de 26 a 31 radis i és més llarga que l'anal. L'inici de les aletes ventrals coincideix amb el mateix nivell que la base de les pectorals. El seu color és gris verdós, puntejat de negre i viu en fons de fang, entre 50 i 200 m de fondària.

## Alimentació
Menja gambes, cucs i d'altres invertebrats bentònics.

## Hàbitat
És un peix marí, de clima subtropical (14 °C-15 °C) i és de distribució més atlàntica i d’aigües profundes. Es troba des de la Mar Cantàbrica fins a Sud-àfrica i la costa oriental d'Àfrica, incloent-hi la Mediterrània occidental.

## Ús comercial
És venut fresc i en salaó. Tot i que s'hi assembla i és apreciat, no se l'ha de confondre amb el corball de roca, aquell peix que Josep Pla trobava «el millor peix del litoral i del Mediterrani».